# 11. orožniški polk (Avstrijsko cesarstvo)
11. orožniški polk je bil polk avstrijskega orožništva.

## Zgodovina
Polk je bil ustanovljen 18. januarja 1850, pri čemer je bil zadolžen za področje Ilirskega kraljestva.
24. junija 1850 je bil polk razdeljen na tri krila: kranjsko (en eskadron), ljubljansko (4 tropi, 8 odsekov in 40 postaj) in novomeško (2 tropa, 5 odsekov in 25 postaj); skupaj je polk imel 324 oseb. Naslednje leto je polk narasel na 962 pripadnikov.
V sklopu reorganizacije, ki jo je 11. julija ukazal notranji minister in 8. avgusta 1860 nato še generalni inšpektor orožništva, je bil polk razpuščen.

## Organizacija
1850
- 1. krilo: Kranj
- 2. krilo: Ljubljana
- 3. krilo: Novo mesto

1851
- štab (Ljubljana)
- depotno krilo (Ljubljana)
- 1. krilo (Ljubljana)
- 2. krilo (Novo mesto)
- 3. krilo (Trst)
- 4. krilo (Gorica)
- 5. krilo (Beljak)
- 6. krilo (Celovec)

1853
- štab
- 1. krilo (Ljubljana)
- 2. krilo (Novo mesto)
- 3. krilo (Trst)
- 4. krilo (Gorica)
- 5. krilo (Beljak)
- 6. krilo (Celovec)
- 7. krilo (Pazin)

1857
- štab
- 1. krilo (Ljubljana)
- 2. krilo (Novo mesto)
- 3. krilo (Trst)
- 4. krilo (Gorica)
- 5. krilo (Beljak)
- 6. krilo (Celovec)
- 7. krilo (Pazin)
- 7. krilo (Postojna)

1858
- štab
- 1. četa (Ljubljana)
- 2. četa (Novo mesto)
- 8. četa (Postojna)
- Oskrbna četa (Ljubljan)

## Vodstvo
Poveljniki
- generalmajor Anton Valenčič: 1850 - 1856[1]
- podpolkovnik Anton John: 1856 - ?[6]